# Цитринитас
Цитринитас (лат. Citrinitas, иногда использовался термин xanthosis — «желтизна») — в алхимии одна из четырёх основных стадий Великого делания (получения философского камня), наряду с нигредо, альбедо и рубедо. Буквально означает «превращение серебра в золото» или «пожелтение лунного сознания». Подробного описания этой стадии не сохранилось.
Jo Hedesan подтверждает, что алхимики после XV века перестают выделять стадию citrinitas и рассматривает её как алхимическую свадьбу Солнца и Луны, то есть мужского и женского начал. При этом женское соотносится с albedo, а мужское, соответственно, с citrinitas. Процесс приводит к рождению гермафродита, философской Ртути, что соответствует стадии rubedo.
Шин Мартин также отмечает отказ от использования citrinitas и трактует эту стадию как повторную очистку, некое более тонкое nigredo, которое является подготовкой к алхимической свадьбе материи и духа. Символика этой стадии — сеятель в поле.
В «Энциклопедии магии и алхимии» Роземари Эллен Гайли citrinas становится на второе место после nigredo: «Через рекомбинацию достигаются другие стадии: citrinas, пожелтение; albedo, белизна; и rubedo, покраснение».
Мэри Энн Этвуд в «Герметической философии и алхимии» описывает процесс Великого Делания как создание белой и цитриновой ртути (white Mercury and a citrine Mercury), которые надо написать собственной кровью (то есть красным), чтобы превратить в философский камень. То есть аллегория показывает «равнозначность» albedo и citrinitas.
Марцелин Бертелот писал, что ещё греческие алхимики упоминали о цветах Великого Делания, которые они делили по сторонам света. При этом список отличается от того, который приводит К. Г. Юнг. Nigredo (чернота) соответствует Северу, albedo (белизна) — Западу, а вот далее Югу соответствует «лиловатость (фиолетовый)», при этом Восток — это citrinas (красный). То есть здесь citrinitas и rubedo объединены, но при этом появляется некий лилово/фиолетовый (ιοσις?), и четверичность сохраняется.
Таким образом, конвенциальны лишь три главные стадии и их последовательность: nigredo, albedo, rubedo, а место citrinitas «плавает». При этом имеются разногласия и в соответствии стадий стихиям. Например, в трактате XVII века «Clangor buccinae» («Звук рога») citrinitas соответствует Воздух, а у Роберта Плейса — Огонь.
Найджел Хамильтон называет citrinitas «рассветом»: при «жёлтой смерти» происходит угасание отражённого «лунного света» и открывается взгляд на «яркий чёрный свет», в котором умирает «дуалистический ум», отделяющий «Я» от бытия, и в результате идёт переход к «солнечному (жёлтому) свету». Также он указывает на проработку Анимы именно на этом этапе.
Мария Луиза фон Франц в лекции № 7 по алхимии «Aurora consurgens» («Восходящая Аврора») помещает citrinitas после rubedo как конечную стадию Великого Делания: «утренняя заря символизирует появление желто-красного цвета, завершение алхимической работы».